# Fritz Niedergesäß

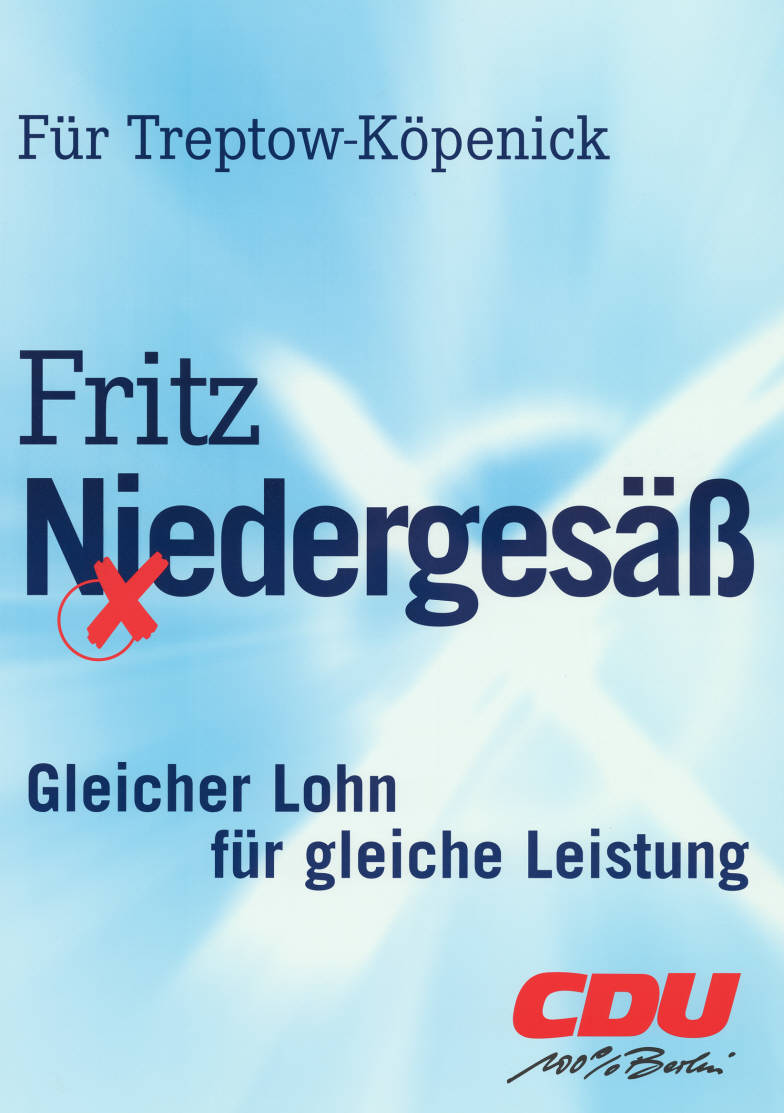
Wahlplakat für Fritz Niedergesäß, 2001

Fritz Niedergesäß (* 19. Februar 1940 in Langengrassau, Landkreis Luckau) ist ein deutscher Politiker (CDU). 
Niedergesäß ist studierter Bauingenieur. Er war bereits vor dem Mauerfall Mitglied der Ost-CDU. 1989 war er Bauleiter der Straßenbrücke an der Kreuzung Treskowallee/Edisonstraße und Rummelsburger Straße/An der Wuhlheide, die 2025 wegen akuter Einsturzgefahr abgerissen werden musste. Er war Kreisvorsitzender der CDU Bezirk Treptow-Köpenick (Berlin) und Ortsvorsitzender in Berlin-Bohnsdorf. Er saß 1990 in der Stadtverordnetenversammlung von Ost-Berlin und von 1990 bis 2006 im Berliner Abgeordnetenhaus. Zur Bundestagswahl 2013 kandidierte zunächst Niels Korte für den Berliner Wahlkreis Treptow-Köpenick, schied aber während des Wahlkampfes überraschend aus, sodass der 73-jährige Niedergesäß nun Kandidat für den Bundestag wurde. In diesem Wahlkreis wurde allerdings Gregor Gysi (Linke) gewählt.
Die Regierende Bürgermeisterin Franziska Giffey überreichte am 12. August 2022 Niedergesäß das Bundesverdienstkreuz am Bande.